# Phiên bản thay thế của Barbara Gordon
Đây là danh sách các phiên bản thay thế của Barbara Gordon xuất hiện trong các câu chuyện được xuất bản bởi DC Comics với nhân vật  trong truyện tranh đã được đặt trong cốt truyện không kinh điển diễn ra cả trong và bên ngoài dòng liên tục chính.
Các thay đổi khác nhau của nhân vật Barbara Gordon đã xuất hiện trong cốt truyện được xuất bản trong tiêu đề liên tục chính. Những biến thể này thường xuất hiện trong những câu chuyện liên quan đến du hành vược thời gian, chẳng hạn như Zero Hour: Crisis in Time, một câu chuyện tiếp theo trước của Crisis on Infinite Earths năm 1985 làm thay đổi dòng liên tục chính.
Dấu ấn đáng chú ý của DC Comics như Elseworlds và All Star DC Comics cũng là phiên bản thay thế của nhân vật. Elseworld có dấu ấn đặc trưng Barbra Gordon trong vai trò diễn viên chính như cốt truyện theo phong cách noir Thrillkiller: Batgirl & Robin và một truyện tranh ngắn 1 trang  Elseworld's Finest: Supergirl & Batgirl. Sau khi DC Comics đã phát hành All Star vào năm 2005, một Barbara Gordon thay thế  đã được chuyển thể vào All Star Batman and Robin the Boy Wonder của Frank Miller. Ngoài ra, một phiên bản của nhân vật Barbara Gordon đã được thiết lập để là ngôi sao trong loạt truyện tranh All-Star Batgirl bị hủy bỏ.

## Trong dòng liên tục chính thống
- Zero Hour: Crisis in Time: Trong loạt truyện giới hạn đang chéo của công ty là Zero Hour: Crisis in Time (1994) [1], một Barbara Gordon thay thế, không bị ảnh hưởng bởi các sự kiện của Batman: The Killing Joke chiến đấu cùng với các anh hùng dòng chính của Vũ trụ DC như là Batgirl. Trong thời gian này, cô hình thành một mối liên hệ nhất định với Green Arrow, người anh hùng lớn tuổi đã nhìn thấy điểm tương đồng với cô trong sự sẵn sàng thách thức kẻ thù mạnh mẽ như Parallax mà không có bất kỳ sức mạnh nào. Trong cuộc đấu tranh chống lại Parallax, cô hy sinh thân mình để cứu Damage, với dòng thời gian của cô bị xóa khi vũ trụ được tái tạo lại bởi vụ nổ Big Bang mới. Tuy nhiên, khi các anh hùng trở lại dòng thời gian riêng của họ, Green Arrow hứa hẹn rằng ngay cả khi cô không bao giờ tồn tại, cô sẽ không bao giờ bị lãng quên. Phiên bản này của Batgirl được vinh danh với thành viên đã mất của Justice League.
- Batman #666: trong "Numbers of the Beast" (của Grant Morrison và Andy Kubert), Barbara Gordon là Ủy viên cảnh sát trong một tương lai đen tối của Gotham. Cô quản lý để trở thành Ủy viên, mặc dù vẫn còn bị tê liệt từ thắt lưng trở xuống và cần một chiếc xe lăn để di chuyển xung quanh. Cô có tóc ngắn, làm cho vẻ ngoài của cô gần gũi hơn với Ellen Yindel, ủy viên trong The Dark Knight Returns. Gordon truy đuổi Damian Wayne, người đã đưa chọn danh tính Batman sau khi cái chết của cha. Khi được hỏi lý do tại sao cô theo đuổi Batman một tàn nhẫn, cô trả lời, "Con quái vật đó chịu trách nhiệm cho cái chết của... của một người bạn tốt. Hắn không thể tin tưởng được." [2]
- Trong cốt truyện Flashpoint, trong một dòng thời gian thay thế được tạo ra bởi Professor Zoom, nơi Selina Kyle trở thành Oracle, còn Barbara Gordon trở thành bác sĩ tâm thần của Thomas Wayne (người trở thành Batman thay vì con trai của ông là Bruce), giúp đỡ đối phó với cơn giận dữ của Thomas kể từ khi con trai ông bị giết  [3].

### Đa vũ trụ 52
Trong tháng 3 năm 2006, DC Comics đã phát động loạt truyện 52 hàng tuần trong 1 năm. Trong Tuần 52 của 52  đã tiết lộ hệ thống "Đa vũ trụ" hoàn toàn mới đang tồn tại, bao gồm 52 Trái Đất thay thế, minh họa các biến thể của nhiều nhân vật DC Comics nổi tiếng cả trong tưởng nhớ đến hệ thống Đa vũ trụ cũ và một số câu chuyện Elseworlds được công bố và thích ứng truyền hình của DC Comics.
- New Earth: Ngôi nhà của  Barbara Gordon là đặc trưng trong dòng liên tục thường xuyên của DC Comics.
- Earth-12: Vũ trụ này phản ánh loạt phim hoạt hình Batman Beyond, trong đó Barbara Gordon là ủy viên cảnh sát của thành phố Gotham.
- Earth-31: Ngôi nhà chính thức của "Dark Knight Universe" của frank Miller bao gồm Batman: The Dark Knight Returns, Batman: The Dark Knight Strikes Again và All Star Batman and Robin the Boy Wonder, trong đó một Barbara Gordon trẻ tuổi trở thành Batgirl ở tuổi 15.
- Earth-33: Một thế giới của phép thuật - phiên bản này của Barbara Gordon là Oracle thực sự, có thể nhìn thấy tương lai.
- Earth-37: Vũ trụ này chặt chẽ với loạt truyện Elseworlds hạn chế là Thrillkiller thiết lập vào những năm 1960, trong đó mục tiêu của Barbara và Dick Grayson là cảnh sát tham nhũng với lớp vỏ của họ là Batgirl và Robin. Bruce Wayne là một thám tử người giả định lớp vỏ của Batman sau khi Grayson bị giết..
- Earth-43: Vũ trụ này tiếp tục câu chuyện của cuốn tiểu thuyết đồ họa Batman & Dracula: Red Rain, nơi Barbara Gordon là một ma cà rồng bị giết bởi Dick Grayson.

## Ấn phẩm

### Elseworlds
Elseworlds là một dấu ấn của DC Comics diễn ra bên ngoài dòng liên tục chính. Mục đích của nó là để có nhân vật mang tính biểu tượng của công ty và đặt họ trong dòng thời gian, địa điểm và các sự kiện thay thế làm anh hùng "như quen thuộc của ngày hôm qua có vẻ như là tươi mới vào ngày mai." Barbara Gordon, như là Batgirl và Oracle, đã xuất hiện trong truyện tranh Elseworlds từ năm 1997 .

Bìa của Thrillkiller: Batgirl & Robin bởi Howard Chaykin và Daniel Brereton.

- Batman: Thrillkiller: Trong loạt truyện ngắn Elseworlds là Thrillkiller: Batgirl & Robin, Barbara Gordon là một phụ nữ trẻ nổi loạn vào đầu những năm 1960. Xa lạ với cha cô, Ủy viên Gordon, do vụ giết người chưa được giải quyết của mẹ mình, cô trở thành một quái hiệp với bạn trai của cô, một diễn viên xiếc nhào lộn tên là Richard Graustark, người lấy bí danh Dick Grayson. Gordon là một người thừa kế giàu có, nhận thừa kế lớn từ cái chết của mẹ cô và mua Biệt thự Wayne]] - Waynes bị hủy hoại bởi cuộc Đại suy thoái. Bruce Wayne là một thám tử toàn thời gian trong sở cảnh sát Gotham [5]. Đây là phiên bản của Barbara có tình cảm lãng mạn cho Bruce Wayne. Theo Hilary Goldstein của IGN, Thrillkiller: Batgirl & Robin khiến "is an original and refreshing look at Batman mythology.  It's a slow burn, a deep and engrossing read that's chocked with dark psychological mischief." [6]. Phần tiếp theo, Batgirl + Batman: Thrillkiller '62,, cho Batgirl lập nhóm với Bruce Wayne như Batman và Barbara thay danh tính Batgirl với Robin, để tôn vinh Dick đã mất [7]. Goldstein và IGN cũng liệt kê Batman: Thrillkiller là một trong 25 tiểu thuyết đồ họa Batman vĩ đại nhất của mọi thời đại [8]
- Elseworld's Finest: Supergirl & Batgirl: Trong truyện tranh Elseworld một tập  Elseworld's Finest: Supergirl & Batgirl, Barbara Gordon là một tiểu thuyết gia giàu có và một Batgirl không mang tù nhân trong một thế giới mà Batman và Superman không tồn tại. Cô là đen tối hơn so với dòng liên tục chính do cái chết của Jim Gordon, người đã bị giết chết khi anh cứu được gia đình Wayne từ một kẻ côn đồ đường phố. Bruce Wayne không chỉ trở thành  anh trai nuôi của cô, mà còn phục vụ như "Alfred" [9].
- Superman & Batman: Generations: Barbara Gordon là cháu gái của James Gordon trong Superman & Batman: Generations. Đến cuối của loạt truyện, cô phục vụ như là Tổng thống [10].
- Batman: The Doom That Came to Gotham: trong Elseworld Batman: The Doom That Came to Gotham của H. P. Lovecraft minh họa một phiên bản của Oracle. Hoàn toàn bị tê liệt sau một tai nạn không được tiết lộ, giọng nói nhân tạo của Barbara Gordon  cũng cung cấp cho cô sức mạnh để nói chuyện với người chết [11].
- JLA: Created Equal: Trong JLA: Created Equal, Barbara Gordon trở thành Green Lantern sau khi cô được Kyle Rayner trao nhẫn sức mạnh. Chiếc nhẫn được tìm thấy bởi một diễn viên hài phi luân tên là Maria Contranetti, người sử dụng chiếc nhẫn cho các mục đích riêng của mình cho đến khi nó bị lấy đi bởi Justice League [12].
- JLA: The Nail: Trong JLA: The Nail, Batgirl và Robin bị giết một cách tàn nhẫn bởi  Joker, người sử dụng găng tay Kryptonian được cung cấp bởi Jimmy Olsen to tear them apart while forcing Batman trong khi buộc Batman đứng nhìn, khiến Batman tới bờ vực của sự điên rồ và kết quả là anh đánh bại Joker đến chết.
- Batman: Year 100: Trong Batman: Year 100, Barbara đã lâu nghỉ hưu khỏi việc chống tội phạm, và James, con trai của cô là Ủy viên cảnh sát Gotham. Ngoài ra, một cô bé tên là Tora Goss hoạt động như là phiên bản Batman tương lai của Oracle.

### All Star DC Comics
Năm 2005, DC Comics đã phát động ấn phẩm All Star - một loạt truyện tranh đang diễn ra của việc thiết kế cặp nhân vật tiêu biểu nhất của công ty với các nhà văn và các nghệ sĩ nổi tiếng nhất trong ngành công nghiệp. All Star là không bị giới hạn trong dòng liên tục và thiết lập một viễn cảnh mới cho thế hệ mới nhất của độc giả. Theo Dan DiDio, "Những quyển sách này được tạo ra theo nghĩa đen tiếp cận khán giả rộng nhất có thể, và không chỉ là cuốn sách khán giả truyện tranh, nhưng cho bất cứ ai đã bao giờ muốn đọc hay nhìn thấy bất cứ điều gì về Superman, Batman." 

Barbara Gordon là Batgirl. Bìa của All Star Batman and Robin #6 vẽ bởi Jim Lee.

- All Star Batman and Robin the Boy Wonder: Trong All Star Batman and Robin #6, một phiên bản cũ của Barbara Gordon 15 tuổi trở thành Batgirl. Đưa nhân vật trở về gốc rễ mang tính biểu tượng của cô, Frank Miller thiết lập Gordon là một người tìm cảm giác kinh hãi. Cha cô, Đại úy James Gordon, đã ngày càng lo ngại về ảnh hưởng của Batman ở Gotham. Trong khi ông ca ngợi Batman có hiệu quả trong việc phá hoại hoạt động tham nhũng của sở cảnh sát thành phố, ông cho thấy sự bất mãn với huyền thoại đô thị của The Dark Knight tạo cảm hứng cho thanh thiếu niên của thành phố cạnh tranh với anh ta [14].
- All Star Batgirl: Batgirl là đi đầu trong danh sách các nhân vật được chọn để nhận được một tiêu đề độc lập, ngoài việc được một vai phụ trong All Star Batman and Robin the Boy Wonder của Frank Miller. Trong một cuộc phỏng vấn với tạp chí Wizard, tác giả cuốn sách truyện tranh Geoff Johns thông báo rằng ông sẽ lập nhóm với JG Jones cho loạt All Star Batgirl. Johns tuyên bố:  "Chúng tôi đang làm việc với sáu số đầu tiên, là cái đầu tiên trong số đó sẽ đạt vào cuối năm 2007 và sau khi JG và tôi đang thực hiện với 52, như vậy nó là một bí ẩn hàng tháng xoay quanh Barbara Gordon và Trại tâm thần Arkham, lý do tại sao cô trở thành Batgirl và quan trọng hơn là lý do tại sao cô vẫn còn là Batgirl. Nó là cơ bản cho Batman: The Long Halloween hoặc Superman For All Seasons của chúng tôi cho Batgirl" [15]. Đây là loạt truyện sẽ không theo dòng liên tục All Star Batman and Robin của Frank Miller, cho Barbara Gordon 2 vai trò độc lập đặc trưng trong All Star. Khi hỏi lý do tại sao Batgirl sẽ là nhân vật đầu tiên được trao cho một tựa đề All Star bên ngoài DC Trinity của Batman, Superman, Wonder Woman, Johns trả lời, "Cô là một trong những siêu nhân nữ nổi bật nhất  trên thế giới. Cô có mặt trên hộp đồ ăa trưa, có một Barbie, phim hoạt hình của riêng mình - ngay cả sau khi cô là Oracle trong Vũ trụ DC 15 năm nay, mọi người, bao gồm chúng tôi, thích nhân vật này như Batgirl. Đó là lý do tại sao JG và tôi muốn tập trung vào Batgirl đầu tiên và giỏi nhất." [16]

## Đang chéo
- Oracle xuất hiện như là một trong những nhân vật chính trong JLA/Witchblade, diễn ra trong một dòng liên tục nơi các nhân vật của DC Comics và Top Cow Productions cùng tồn tại trên Trái Đất. Trong câu chuyện, có nhận định rằng Barbara là người bạn thời thơ ấu của Sara Pezzini, nhân vật chính của loạt Witchblade. Khi Sara xuất hiện tại căn hộ của Barbara sau khi bị thương bởi người máy của Lex Luthor, cô vô tình truyền Witchblade cho Barbara, biến cô thành một sinh vật giống như con nhện lớn. Cô cuối cùng được cứu khi đồng đội của cô ở Justice League gỡ bỏ Witchblade khỏi cơ thể của cô.

## Thích nghi vào các phương tiện truyền thông khác
- DCAU:  là một nhân vật trong các phim hoạt hình Batman liên quan đến DCAU là Batman: The Animated Series, The New Batman Adventures và Batman Beyond, cũng như phim truyện dựa trên những chương trình này. Trong dòng liên tục này, các sự kiện của The Killing Joke không bao giờ diễn ra hoặc chưa xảy ra, Barbara không bị liệt, và cô không trở thành Oracle (mặc dù cô tạm thời nắm vai trò này trong tập Justice League là "Double Date").
- Trong phim The Dark Knight (2008), vợ Ủy viên Gordon được đặt tên là Barbara Gordon. Họ cũng có hai con, nhưng tên của cô con gái là không được đề cập. Vào cuối bộ phim, con gái của Gordon có thể được xem là bị nhốt bởi Two-Face, nhưng khuôn mặt của cô không được nhìn thấy và màu tóc là bị bóp méo bởi ánh sáng tối của cảnh.